# Лаклид (Мисури)
Лаклид (енгл. Laclede) град је у америчкој савезној држави Мисури.

## Демографија
По попису из 2010. године број становника је 345, што је 70 (-16,9%) становника мање него 2000. године.
| Група             | 2000.       | 2010.       |
| Белци             | 399 (96,1%) | 338 (98,0%) |
| Афроамериканци    | 6 (1,4%)    | 2 (0,6%)    |
| Азијати           | 1 (0,2%)    | 0 (0,0%)    |
| Хиспаноамериканци | 7 (1,7%)    | 1 (0,3%)    |
| Укупно            | 415         | 345         |